# Lithobius totevi
Lithobius totevi är en mångfotingart som beskrevs av Kaczmareck 1975. Lithobius totevi ingår i släktet Lithobius och familjen stenkrypare.
Artens utbredningsområde är Bulgarien. Inga underarter finns listade i Catalogue of Life.